# Station Cisiec
Station Cisiec is een spoorwegstation in de Poolse plaats Cisiec.